# Арабати Баба-теке
Арабати Баба-текке — монастырь исламского ордена дервишей Бекташи, расположенный в Тетово, Северная Македония. Текке был построен в 1538 году вокруг тюрбе османского дервиша Серсем Али Бабы. В 1799 году территория текке была передана в вакуф Реджеп-Пашой.
Арабати Баба-текке — лучше всего сохранившаяся обитель Бекташи в Европе. Комплекс состоит из цветущих газонов, молельных комнат, столовых, гостиниц, большого мраморного фонтана внутри деревянного павильона, имеет площадь 26 700 м² и окружен стенами высотой 3 метра.

## История
По одной из версий Серсем Али-Баба был зятем султана Сулеймана Великолепного и высокопоставленным бабой в Диметока-текке (сейчас в Дидимотихоне). Когда его сестра (бывшая одной из жен султана) впала в немилость у мужа, Али-Баба был сослан в Калканделен (ныне Тетово) на самой окраине Османской империи, где он основал своё собственное текке.
Другая версия этой истории гласит, что Али-Баба был должностным лицом Османской империи, отказавшимся от своей позиции для того, чтобы жить простой жизнью монаха Бекташи. Султан Сулейман Великолепный, возмущенный уходом одного из своих любимых чиновников, после того как Али покинул Стамбул, крикнул: «если вы хотите быть дураком, тогда идите». Sersem, старое турецкое слово, означавшее «дурак», впоследствии стало прозвищем Али-Бабы.
Обе версии истории сообщают, что Серсем путешествовал по стране, пока не наткнулся на безмятежные горы Тетово на реке Пена. Там он прожил до своей смерти в 1538 году, практикуя путь ордена Бекташи. После его смерти, его единственный ученик, переживший его, Арабати Баба, основал в Тетово монастырь, чтобы почтить память учителя.
Нынешние здания текке были построены в конце XVIII века Реджепом Пашой, также дервишем, чья могила находится в мавзолее рядом с могилой Серсема. Не все здания сохранились по сей день, так ранее во дворе стоял дом для больной дочери Абдурахман-паши. Приемная текке до сих пор в аварийном состоянии, а библиотека в настоящее время ремонтируется. Одно из зданий было превращено в мечеть суннитов, но постоялый двор около кладбища Бекташи сохранился.
Текке в Тетово оставался резиденцией Бекташи до 1912 года, когда турки были изгнаны с территории нынешней Северной Македонии. Хотя комплекс пережил небольшое возрождение между 1941 и 1945 годами, земли были изъяты правительством Югославии и превращены в гостиницу и музей. Однако в последние годы, орден Бекташи восстановил доступ к текке, и место постепенно ремонтируется. Даже находясь в значительном упадке, оно по-прежнему является крупнейшим и наиболее хорошо сохранившимся текке на Западных Балканах.

### Споры вокруг Арабати Баба-теке
В 2002 году группа вооруженных членов исламской общины Республики Македонии (ИОМ), юридически признанной организации, которая претендует на представительство всех мусульман в Северной Македонии, вторглась в Арабати Баба-текке в попытке вернуть текке в качестве мечети, хотя объект никогда не функционировал как таковая. Впоследствии сообщество Бекташи Северной Македонии подало в суд на правительство Республики Македонии за отказ вернуть Текке сообществу Бекташи, согласно закону о возврате имущества, национализированного ранее при правительстве Югославии, принятому в начале 1990-х годов. Закон, однако, касается реституции частным лицам, но не религиозным общинам. Требования ИОМ вернуть текке основаны на их заявлении, что они представляют всех мусульман в Северной Македонии; хотя они, действительно, являются только одной из двух мусульманских организаций, признанных государством (обе суннитские). Сообщество Бекташи (шиитское) подало прошение о признании их в качестве отдельной религиозной общины в 1993 году, но правительство Республики Македонии отказалось его исполнить.
В марте 2008 года появились сообщения, что несколько членов ИОМ незаконно вселились в текке, взяв под контроль дополнительные здания, запугивали посетителей текке и стреляли из оружия.
В 2011 году судебное разбирательств было завершено в пользу исламской общины Республики Македонии.